# 巴爾什
巴爾什，是阿爾巴尼亞南部的城镇及旧市镇。2015年地方政府改革后成为馬拉卡斯特市镇的行政分区及行政中心。它曾是原馬拉卡斯特區的行政中心。人口数量为7,657人（2011年）。
附近有油礦及煉油廠。在共產主義時期，這裡開採了許多油井。今天這些油井中只有一小部份還在開採。仍有很多煉油廠在運作。